# Bury South
La circonscription de Bury South  est une circonscription située dans le Grand Manchester et représentée à la Chambre des communes du Parlement britannique.